# Michael Mifsud
Michael Mifsud (Sliema, 17 april 1981) is een profvoetballer uit Malta. Hij speelt als centrale aanvaller. Mifsud verdiende eerder zijn brood in Duitsland, Noorwegen, Engeland en Australië.

## Interlandcarrière
Mifsud speelde 101 interlands voor de Maltese nationale ploeg en scoorde daarin 38 keer. Onder leiding van bondscoach Josifa Ilić maakte hij zijn debuut op donderdag 10 februari 2000 in het oefenduel tegen Albanië. Mifsud vormde in die wedstrijd een aanvalsduo met Chucks Nwoko. Malta verloor het duel in Ta' Qali met 1-0 door een doelpunt van Vioresin Sinani. Zijn honderdste interland speelde Mifsud op vrijdag 11 oktober 2013, toen Malta met 4-1 verloor van Tsjechië in een WK-kwalificatiewedstrijd en Mifsud het enige doelpunt van de eilandbewoners voor zijn rekening nam.
| Interlanddoelpunten | Interlanddoelpunten | Interlanddoelpunten | Interlanddoelpunten           | Interlanddoelpunten | Interlanddoelpunten | Interlanddoelpunten | Interlanddoelpunten |
| #                   | Datum               | Locatie             | Wedstrijd                     | Goal(s)             | Score               | Uitslag             | Wedstrijd           |
| ------------------- | ------------------- | ------------------- | ----------------------------- | ------------------- | ------------------- | ------------------- | ------------------- |
| 1                   | 25/04/2001          | Ta' Qali            | Malta – IJsland               | 14'                 | 1 – 0               | 1 – 0               | WK-kwalificatie     |
| 2                   | 14/11/2001          | Ta' Qali            | Malta – Canada                | 75'                 | 2 – 1               | 2 – 1               | Oefeninterland      |
| 3                   | 09/02/2002          | Ta' Qali            | Malta – Jordanië              | 7'                  | 1 – 0               | 2 – 1               | Malta Toernooi      |
| 4                   | 13/02/2002          | Ta' Qali            | Malta – Moldavië              | 90'                 | 3 – 0               | 3 – 0               | Malta Toernooi      |
| 5                   | 17/04/2002          | Ta' Qali            | Malta – Azerbeidzjan          | 55'                 | 1 – 0               | 1 – 0               | Oefeninterland      |
| 6                   | 20/11/2002          | Nicosia             | Cyprus – Malta                | 90'                 | 2 – 1               | 2 – 1               | EK-kwalificatie     |
| 7                   | 30/04/2003          | Ta' Qali            | Malta – Slovenië              | 90+1'               | 1 – 3               | 1 – 3               | EK-kwalificatie     |
| 8                   | 10/09/2003          | Antalya             | Israël – Malta                | 51' (pen.)          | 1 – 1               | 2 – 2               | EK-kwalificatie     |
| 9                   | 31/03/2004          | Ta' Qali            | Malta – Finland               | 90'                 | 1 – 2               | 1 – 2               | Oefeninterland      |
| 10                  | 18/08/2004          | Toftir              | Faeröer – Malta               | 66'                 | 2 – 2               | 3 – 2               | Oefeninterland      |
| 11                  | 13/10/2004          | Sofia               | Bulgarije – Malta             | 11'                 | 0 – 1               | 4 – 1               | WK-kwalificatie     |
| 12                  | 2/9/2006            | Ta' Qali            | Malta – Bosnië en Herzegovina | 86'                 | 2 – 5               | 2 – 5               | EK-kwalificatie     |
| 13                  | 17/10/2007          | Ta' Qali            | Malta – Moldavië              | 84' (pen.)          | 2 – 3               | 2 – 3               | EK-kwalificatie     |
| 14                  | 21/11/2007          | Ta' Qali            | Malta – Noorwegen             | 53'                 | 1 – 3               | 1 – 4               | EK-kwalificatie     |
| 15                  | 26/03/2008          | Ta' Qali            | Malta – Liechtenstein         | 2' (pen.)           | 1 – 0               | 7 – 1               | Oefeninterland      |
| 16                  | 26/03/2008          | Ta' Qali            | Malta – Liechtenstein         | 17'                 | 2 – 0               | 7 – 1               | Oefeninterland      |
| 17                  | 26/03/2008          | Ta' Qali            | Malta – Liechtenstein         | 21' (pen.)          | 3 – 0               | 7 – 1               | Oefeninterland      |
| 18                  | 26/03/2008          | Ta' Qali            | Malta – Liechtenstein         | 59'                 | 5 – 1               | 7 – 1               | Oefeninterland      |
| 19                  | 26/03/2008          | Ta' Qali            | Malta – Liechtenstein         | 69'                 | 6 – 1               | 7 – 1               | Oefeninterland      |
| 20                  | 30/05/2008          | Graz                | Oostenrijk – Malta            | 41'                 | 2 – 1               | 5 – 1               | Oefeninterland      |
| 21                  | 12/08/2009          | Ta' Qali            | Malta – Georgië               | 64'                 | 1 – 0               | 2 – 0               | Oefeninterland      |
| 22                  | 12/08/2009          | Ta' Qali            | Malta – Georgië               | 74'                 | 1 – 0               | 2 – 0               | Oefeninterland      |
| 23                  | 10/10/2009          | Paola               | Malta – Bulgarije             | 48'                 | 1 – 1               | 1 – 4               | Oefeninterland      |
| 24                  | 03/03/2010          | Ta' Qali            | Malta – Finland               | 17'                 | 1 – 0               | 1 – 2               | Oefeninterland      |
| 25                  | 11/08/2010          | Ta' Qali            | Malta – Macedonië             | 47'                 | 1 – 1               | 1 – 1               | Oefeninterland      |
| 26                  | 04/06/2011          | Piraeus             | Griekenland – Malta           | 54'                 | 2 – 1               | 3 – 1               | EK-kwalificatie     |
| 27                  | 10/08/2011          | Ta' Qali            | Malta – CA Republiek          | 2' (pen.)           | 1 – 0               | 2 – 1               | Oefeninterland      |
| 28                  | 10/08/2011          | Ta' Qali            | Malta – CA Republiek          | 44'                 | 2 – 1               | 2 – 1               | Oefeninterland      |
| 29                  | 02/09/2011          | Ta' Qali            | Malta – Kroatië               | 38'                 | 1 – 2               | 1 – 3               | EK-kwalificatie     |
| 30                  | 06/09/2011          | Ta' Qali            | Malta – Georgië               | 25'                 | 1 – 1               | 1 – 1               | EK-kwalificatie     |
| 31                  | 29/02/2012          | Ta' Qali            | Malta – Liechtenstein         | 54'                 | 1 – 1               | 2 – 1               | Oefeninterland      |
| 32                  | 29/02/2012          | Ta' Qali            | Malta – Liechtenstein         | 63'                 | 2 – 1               | 2 – 1               | Oefeninterland      |
| 33                  | 02/06/2012          | Luxemburg           | Luxemburg – Malta             | 10'                 | 0 – 1               | 0 – 2               | Oefeninterland      |
| 34                  | 02/06/2012          | Luxemburg           | Luxemburg – Malta             | 79'                 | 0 – 2               | 0 – 2               | Oefeninterland      |
| 35                  | 14/08/2012          | Serravalle          | San Marino – Malta            | 13'                 | 1 – 1               | 2 – 3               | Oefeninterland      |
| 36                  | 14/08/2012          | Serravalle          | San Marino – Malta            | 85'                 | 1 – 3               | 2 – 3               | Oefeninterland      |
| 37                  | 07/06/2013          | Jerevan             | Armenië – Malta               | 8'                  | 0 – 1               | 0 – 1               | WK-kwalificatie     |
| 38                  | 11/10/2013          | Ta' Qali            | Malta – Tsjechië              | 48'                 | 1 – 2               | 1 – 4               | WK-kwalificatie     |
| 39                  | 19/11/2013          | Ta' Qali            | Malta – Faeröer               | 20'                 | 2 – 0               | 3 – 2               | Oefeninterland      |